# 中华人民共和国贫富差距
中華人民共和國貧富不均是指在中华人民共和国的社会中，个人收入和财富不均衡的现象。

## 状况
中国共产党取得中国大陆统治权后，中国在改革开放前一直属于一个社会财富所有权分配平均的社会，社会基尼系数长期在0.2左右。此后各种财富分配指标长期攀升，到2006年，基尼系数已超过0.497。
在2009年6月份舉行的中國政协十一届常委会會議上，蔡继明委员说：“中国权威部门的一份报告显示，0.4%的家庭掌握了70%的财富，财富集中度高于美国。”
前世界银行高级副行长兼首席经济学家林毅夫表示目前中国收入分配差距越来越大。
2012年4月，亚洲开发银行在一份报告中指出，中国的独立学者认为中国的基尼系数位居全球较高国家之列。
2012年12月，西南财大的統計報告估計中國大陸的基尼系數已突破0.6，達到了0.61，為全球罕見，但由於中国政府在2000年公佈最後的一個官方堅尼系數為0.412，並長達13年沒有再更新數據，因此該報告提出的數據具有爭議性。
2013年1月18日，中華人民共和國国家统计局一次性公布了自2003年以来十年的全国基尼系数。此舉相信是為了回應此前民間統計的資料。大陸统计局局长马建堂称，按照國際新的统计口径，大陸居民收入的基尼系数於2003年是0.479，2004年是0.473，2005年為0.485，2006年為0.487，2007年為0.484，2008年為0.491，2009年為0.490，2010年為0.481，2011年為0.477，到2012年的數據是0.474，为2005年以来最低水平，而自2008年起，基尼系数也在逐年下降。但相關數據亦具有一定的爭議性，因為即使考慮到中国政府的政策因素，數據與實際差距應仍有不同。
2014年7月，北京大学中国社会科学调查中心謝宇教授组织完成的《中国民生發展报告2014》显示，1995年中国家庭净财产的基尼系数为0.45，2002年为0.55（1995年和2002年数字来自以往研究），2012年达到0.73。报告认为目前中国三成以上的社会财富被顶端1%的家庭所占有，而底端25%的家庭仅拥有一成社会财富。
2017年，中國的基尼係數為0.476，仍處於較高水平，也高於OECD國家的水平。
2020年5月28日，李克強在第十三屆全國人大第三次會議結束後，按慣例出席了總理記者會。在記者會上，李克強表示保就業是頭等大事，他讚揚中國西部有城市通過流動商販的攤位解決了大量就業。。在记者会上，李克强讨论了疫情对今年脱贫攻坚战的影响，并强调中国当前有6亿人口的每个月收入只有1000元人民币左右。此事受到热烈讨论，经济学家李实称，此数据反映出中国收入不均的现实问题，并强调脱贫攻坚战的实际意义。同年中國大陸的基尼系數為0.468。

## 影响
经济学家肯尼思·罗格夫指出收入不平等的问题对于国家发展至关重要，他评论说：“毫无疑问，收入不平等是世界各国社会稳定的一个最大的威胁，无论是在美国，欧洲，还是中国。”收入不平等是一个威胁到社会稳定的因素，并有可能导致中产阶层的资本逐渐被掏空，将会阻碍中国的经济增长。
2017 年的中国共产党十九大报告中提出，中国“社会主要矛盾已经转化为人民日益增长的美好生活需要和不平衡不充分的发展之间的矛盾”。而中国社会的“不平衡”就包括了发展不平衡，包括城乡不平衡、地区不平衡、人群不平衡等现象，特别体现在就业、教育、医疗、居住、养老等民生领域上的不足。此前，中共在1987年的十三大报告认为，社会主要矛盾是“人民日益增长的物质文化需要同落后的社会生产之间的矛盾”。
中国大陆清华大学学者胡鞍钢在《最严重的警告》中称，如果中国区域之间经济的差距继续扩大下去，中国将会有发生南斯拉夫那样分崩离析的危险。其他学者也指出，贫富差距进一步的加剧可能会产生严重的政治和社会问题，催生民族冲突，并对中国的经济和社会稳定造成负面影响。有论点认为，中国目前的制度和政策不利于中国未来的经济增长，因为在卫生、住房和教育等方面的支出有着明显的倾向性，导致配给不均，其中工人阶层得到的收入严重过低。这不仅使得本代人生活贫困，而且也会影响到其子女的发展。从而进一步拉大城乡收入差距。换言之，目前收入差距过大的主要原因是政府的政策有利于城市导致了进一步的城乡收入差距，这就造成了一个恶性循环，并进一步加剧了区域和城乡之间的不平等。

## 延伸阅读
- Kanbur, Ravi; Fan, Shenggen; Wei, Shang-Jin; Zhang, Xiaobo. . Oxford: Oxford University Press. 2014. ISBN 9780199678204.